# 弗朗西斯·J·哈弗菲尔德
弗朗西斯·J·哈弗菲尔德（1860年11月8日—1919年10月1日）是一位英国历史学家和考古学家，专攻罗马-不列颠时期的考古，1907–1919年间任牛津大学布雷齐诺斯学院的卡姆登古代史教授。